# Unione Sportiva Pro Vercelli 1933-1934
Questa voce raccoglie le informazioni riguardanti l'Unione Sportiva Pro Vercelli nelle competizioni ufficiali della stagione 1933-1934.

## Rosa
| N. |                   | Ruolo | Calciatore            |
| -- | ----------------- | ----- | --------------------- |
|    | Italia (bandiera) | P     | Egidio Scansetti      |
|    | Italia (bandiera) | P     | Natale Balossino      |
|    | Italia (bandiera) | P     | Valentino Pedrale     |
|    | Italia (bandiera) | D     | Germano Lanino        |
|    | Italia (bandiera) | D     | Angelo Beltaro        |
|    | Italia (bandiera) | D     | Achille Dellarole (I) |
|    | Italia (bandiera) | D     | Rinaldo Pretti        |
|    | Italia (bandiera) | C     | Giovanni Bigando      |
|    | Italia (bandiera) | C     | Teresio Traversa      |
|    | Italia (bandiera) | C     | Mario Ardissone       |
|    | Italia (bandiera) | C     | Luigi Bajardi         |

| N. |                   | Ruolo | Calciatore              |
| -- | ----------------- | ----- | ----------------------- |
|    | Italia (bandiera) | C     | Giovanni Giva Magnetti  |
|    | Italia (bandiera) | C     | Mario Ferraris (I)      |
|    | Italia (bandiera) | C     | Elia Piazzano           |
|    | Italia (bandiera) | A     | Luigi Casalino          |
|    | Italia (bandiera) | A     | Silvio Piola            |
|    | Italia (bandiera) | A     | Enrico Cerutti          |
|    | Italia (bandiera) | A     | Ferdinando Santagostino |
|    | Italia (bandiera) | A     | Ermes Borsetti          |
|    | Italia (bandiera) | A     | Giovanni Barberis       |
|    | Italia (bandiera) | A     | Mario Zanetti           |

## Statistiche

### Statistiche di squadra
| Competizione | Punti | In casa | In casa | In casa | In casa | In casa | In casa | In trasferta | In trasferta | In trasferta | In trasferta | In trasferta | In trasferta | Totale | Totale | Totale | Totale | Totale | Totale | DR |
| Competizione | Punti | G       | V       | N       | P       | Gf      | Gs      | G            | V            | N            | P            | Gf           | Gs           | G      | V      | N      | P      | Gf     | Gs     | DR |
| ------------ | ----- | ------- | ------- | ------- | ------- | ------- | ------- | ------------ | ------------ | ------------ | ------------ | ------------ | ------------ | ------ | ------ | ------ | ------ | ------ | ------ | -- |
| Serie A      | 34    | 17      | 11      | 4       | 2       | 32      | 10      | 17           | 1            | 6            | 10           | 9            | 27           | 34     | 12     | 10     | 12     | 41     | 37     | +4 |

### Statistiche dei giocatori
| Giocatore        | Serie A  | Serie A |
| Giocatore        | Presenze | Reti    |
| ---------------- | -------- | ------- |
| M. Ardissone     | 30       | 2       |
| L. Bajardi       | 28       | 3       |
| N. Balossino     | 11       | -8      |
| G. Barberis      | 1        | 0       |
| A. Beltaro       | 31       | 0       |
| G. Bigando       | 34       | 1       |
| E. Borsetti      | 8        | 3       |
| L. Casalino      | 29       | 10      |
| E. Cerutti       | 26       | 3       |
| A. Dellarole     | 29       | 0       |
| M. Ferraris      | 2        | 1       |
| G. Giva Magnetti | 10       | 0       |
| G. Lanino        | 33       | 0       |
| V. Pedrale       | 1        | -4      |
| E. Piazzano      | 1        | 0       |
| S. Piola         | 28       | 15      |
| R. Pretti        | 1        | 0       |
| F. Santagostino  | 15       | 2       |
| E. Scansetti     | 22       | -25     |
| T. Traversa      | 33       | 0       |
| M. Zanetti       | 1        | 0       |